# Myrglansspindel
Myrglansspindel (Hypsosinga heri) är en spindelart som först beskrevs av Carl Wilhelm Hahn 1831.  
Myrglansspindel ingår i släktet Hypsosinga och familjen hjulspindlar. Enligt den svenska rödlistan är arten starkt hotad i Sverige. Arten förekommer på Gotland. Arten har tidigare förekommit på Öland men är numera lokalt utdöd. Artens livsmiljö är våtmarker. Inga underarter finns listade i Catalogue of Life.